# Alsterradio
Alsterradio est une radio privée allemande de Hambourg.

## Histoire
Alsterradio remplace en 1991 Radio 107, créée en 1987, sur la fréquence 106.8 FM. Jusqu'à sa restructuration de 2002, la station de radio diffuse du schlager. Elle cible ensuite un public plus jeune. Une radio sœur, AllRock, émet en numérique le 30 novembre 2005.
Depuis 2006, la radio a un partenariat du FC Sankt Pauli, de même qu'avec les Blue Devils, club de football américain, et le club de hockey des Freezers. Par ailleurs, elle parraine l'équipe amatrice DSC Hanseat.
Avec 7,9% de part de marché, Alsterradio est la deuxième radio privée hambourgeoise avec une audience de 807 000 auditeurs, 412 000 au quotidien.

## Diffusion
La radio est diffusée sur la fréquence 106.8 FM à partir de l'émetteur de Hambourg-Rahlstedt. La zone de couverture s'étend sur un rayon de 100 km, vers les Länder de Basse-Saxe et du Schleswig-Holstein ainsi que l'ouest du Mecklembourg-Poméranie-Occidentale. En outre, elle a une fréquence sur Cuxhaven, lui permettant d'aller jusqu'à l'île de Neuwerk.

### Source de la traduction
- (de) Cet article est partiellement ou en totalité issu de l’article de Wikipédia en allemand intitulé « Alsterradio » (voir la liste des auteurs).